# Władimir Jurowski (dyrygent)
Władimir Michajłowicz Jurowski (ros. Владимир Михайлович Юровский; ur. 4 kwietnia 1972 w Moskwie) – rosyjski dyrygent.

## Życiorys
Urodził się w muzykalnej rodzinie żydowskiej. Jest synem dyrygenta Michaiła Jurowskiego. Wnuk radzieckiego kompozytora Władimira Jurowskiego. Jego pradziadek Dawid Błok także był dyrygentem.
Władimir Jurowski od 2017 jest głównym dyrygentem Rundfunk-Sinfonieorchester Berlin.

## Odznaczenia
- Wielki Oficer Orderu Zasługi Kulturalnej (Kategoria B – Muzyka) – Rumunia, 2020[2]
- Kawaler Komandor Orderu Imperium Brytyjskiego – Wielka Brytania, 2024[3]